# Fókino (Briansk)
|  | Per a altres significats, vegeu «Fókino». |

Fókino (en rus: Дятьково) és una ciutat de l'óblast de Briansk, a Rússia, segons el cens del 2021 tenia 12.538 habitants. Pertany al districte municipal (raion) de Diàtkovo, tanmateix, té un autogovern local complet sota la forma jurídica d'ókrug urbà i no està vinculada municipalment al raion.
Es troba al límit entre els raions de Briansk i Diàtkovo, en plena àrea urbana de la capital regional de Briansk: dins de l'àrea urbana, s'ubica a la perifèria septentrional de la ciutat i a uns 10 km al sud de Diàtkovo, juntament amb la carretera i ferrocarril que uneixen ambdues ciutats.

## Història
El 1899, l'empresari Serguei Maltsov fundà una fàbrica de ciment al territori de la vila de Borovka, aprofitant que per allà hi passava el ferrocarril de Briansk a Viazma. Començaren a construir-s'hi cases als voltants de la fàbrica, i el 1929 la Unió Soviètica decidí organitzar-les com un assentament de tipus urbà sota la denominació de Tsementni Zavod, literalment "Fàbrica de Ciment", en pocs anys, el topònim quedà abreujat a "Tsementni".
Dels 2.000 habitants que tenia aleshores, passà a tenir-ne 11.000 a mitjans de segle, per la qual cosa entre 1964 i 1969 es fusionà amb les viles veïnes de Borovka (la seva localitat d'origen) i el possiólok de Xibenets (actualment el barri més poblat de la ciutat) per donar lloc a l'actual ciutat, que rebé el seu nou topònim en referència a Ignati Fokin, revolucionari que encapçalà la Revolució russa a la zona de Briansk. El 2002 adoptà l'estatus municipal d'ókrug urbà. Tot i que administrativament continua depenent del raion de Diàtkovo, el 2014 rebé privilegis administratius per minvar la seva elevada dependència de la indústria del ciment, que continua essent la base de l'economia local.